# باتريك لي هاموند
باتريك لي هاموند (بالإنجليزية: Patrick Lee Hammond)‏ هو موسيقي أمريكي، ولد في 11 أبريل 1947 في أوكلاهوما سيتي في الولايات المتحدة.